# Campionat del Món de criquet femení
La primera edició del Campionat del Món femení es disputà l'any 1973. Els grans dominadors són Austràlia amb 5 victòries i Anglaterra amb 3.

## Historial
| Edició | Any  | Seu          | Campió       | Resultat       | Finalista    |
| ------ | ---- | ------------ | ------------ | -------------- | ------------ |
| I      | 1973 | Anglaterra   | Anglaterra   | 279-3 // 187-9 | Austràlia    |
| II     | 1978 | Índia        | Austràlia    | 100-2 // 96-8  | Anglaterra   |
| III    | 1982 | Nova Zelanda | Austràlia    | 152-7 // 151-5 | Anglaterra   |
| IV     | 1988 | Austràlia    | Austràlia    | 129-2 // 127-7 | Anglaterra   |
| V      | 1993 | Anglaterra   | Anglaterra   | 195-5 // 128   | Nova Zelanda |
| VI     | 1997 | Índia        | Austràlia    | 165-5 // 164   | Nova Zelanda |
| VII    | 2000 | Nova Zelanda | Nova Zelanda | 184 // 180     | Austràlia    |
| VIII   | 2005 | Sud-àfrica   | Austràlia    | 215-4 // 117   | Índia        |
| IX     | 2009 | Austràlia    | Anglaterra   | 167-6 // 166   | Nova Zelanda |